# Stenen Verlaat
Het Stenen Verlaat (ook 5e Verlaat of 2e Musselverlaat of Vijfde Verlaat) is de vijfde sluis die in 1851 werd aangelegd in het nieuw aangelegde Stadskanaal in de Nederlandse provincie Groningen. Omdat deze sluis de tweede sluis is in de plaats Musselkanaal - de eerste drie sluizen liggen in de plaats Stadskanaal - wordt hij ook wel het Tweede Verlaat in Musselkanaal genoemd. In 1917 werd er een tweede sluis naast deze sluis gebouwd. Van deze sluis draaien de deuren niet; de sluisdeuren worden open en dicht geschoven.
Het Musselkanaal is aangemerkt als CEMT-klasse 0.
De lengte van de oude kolk is 29,0 m, en de wijdte is 10,7 m. De doorvaarbreedte van de hoofden is 6,0 m. De drempeldiepte van beide drempels is KP –1,5 m. De lengte van de nieuwe kolk is 31 m en de wijdte is 12,6 m. De schutlengte 35 m (door de vorm van de sluiskolk). De doorvaarbreedte van de hoofden is 6,0 m. De drempeldiepte van beide drempels is KP –2,0 m. Er liggen ophaalbruggen over de benedenhoofden
Het Stenen Verlaat is een schutsluis die in 1851 voor 37.000 gulden werd aangelegd aan de Sluisstraat en Sluiskade in Musselkanaal. In de loop van de 19e eeuw werd het kanaal verder in zuidoostelijke richting gegraven. Veel neringdoenden vestigden zich in de buurt van de in het kanaal aangelegde schutsluizen, vanwege de mogelijkheden tot handel met de wachtende turfschippers.
Het Stenen Verlaat, inclusief de ophaalbrug aan kant van de Sluisstraat (niet die aan de kant van de Sluiskade) en sluiswachterswoning, is aangemerkt als rijksmonument 516248.